# Margaretha Susanna Kayser
Margaretha Susanna Kayser (* 21. März 1690 in Hamburg; † 1774 in Stockholm) war eine deutsche Opernsängerin und -direktorin. Sie galt als eine der berühmtesten Sopranistinnen ihrer Zeit und war allgemein unter den Namen „Mme Kayser“ oder „Die Kayserin“ bekannt.

## Leben
Margaretha Susanna Kayser war die Tochter des Hamburger Opernsängers Johann Heinrich Vogel. Sie wurde an der Hamburger Oper am Gänsemarkt ausgebildet. 1706 heiratete sie den Hamburger Stadtmusiker Johann Kayser und zog mit ihm für zwei Jahre nach Brüssel. Ihr Operndebüt hatte sie in Hamburg als Mirtenia in Antiochus und Stratonica von Christoph Graupner. Es war so erfolgreich, dass der Dichter und Librettist Johann Ulrich König ihr ein Lobgedicht widmete. 1709 ging sie mit ihrem Mann an den Hof des Landgrafen Ernst Ludwig von Hessen nach Darmstadt, wo sie 1715 in Telemanns Brockes-Passion mitwirkte. Unterbrochen wurde diese Phase durch mehrere Aufenthalte in Hamburg. Im September 1716 wirkte sie als erste Frau an einer Kirchenmusik im Hamburger Dom mit. 1717 sang sie an der Gänsemarkt-Oper die Titelrolle in Reinhard Keisers Oper Die großmütige Tomyris. 1718 zogen sie dauerhaft nach Hamburg, wo Margaretha in Opern- und Oratorienaufführungen sang. 1721 überwarf sie sich mit der Operndirektion, nachdem sie einige Auftritte (möglicherweise aus gesundheitlichen Gründen) abgesagt hatte. Nach einem Aufenthalt in Braunschweig wirkte sie dann von 1721 bis 1723 in Kopenhagen, wo ihr Mann im Auftrag des dänischen Königs Friedrich IV. Opernvorstellungen im Schlosstheater organisieren sollte. Auch Reinhard Keiser schloss sich diesem Unternehmen an. Die Operntruppe wurde jedoch 1723 aufgrund von Fehlkalkulationen und hohen Schulden entlassen, und die Kaysers kehrten nach Hamburg zurück. Johann Kayser wurde 1725 zum Direktor der Hamburger Ratsmusik ernannt und veranstaltete dort Konzerte und Oratorien, in denen seine Frau als Hauptsängerin mitwirkte. 1729 musste er aus Hamburg fliehen, weil er die Frau eines dänischen Offiziers entführt hatte. Sein letzter belegter Aufenthalt nach abenteuerlichen Reisen, die ihn bis ins Russische Reich führten, war um 1767 in Darmstadt.
Von 1724 bis 1730 sang Margaretha Susanna Kayser unter der Leitung von Georg Philipp Telemann mehrere Hauptrollen an der Gänsemarkt-Oper, deren Leitung als Direktorin sie 1729 übernahm. Diese Stellung hatte sie bis 1733 oder 1737 inne. Anschließend war sie als Konzertsängerin aktiv und wurde 1746 Mitglied der reisenden Operntruppe von Pietro Mingotti. Ihre letzte belegte Aufführung war im August 1749 eine Bürgerkapitänsmusik von Telemann. Vermutlich starb sie 1774 in Stockholm. Noch im Alter von 65 Jahren wurde sie dort als „Kungl. Hofsångerska“ (königliche Hofsängerin) genannt.
Ihre Kinder Sophie Amalia (* 25. September 1711 in Darmstadt; † 12. Mai 1747) und Ludwig Gerhard (* 1712) arbeiteten ebenfalls als Sänger. Zuweilen trat Margaretha mit ihrer Tochter gemeinsam auf. Diese heiratete 1731 oder 1732 den Komponisten Giovanni Verocai. Auch ihre zweite Tochter Charlotte Christine (* um 1715) heiratete einen Komponisten, Francesco Darbés. Sie lebte in Kopenhagen.
Margaretha Susanna Kaysers Tonumfang umfasste mehr als zweieinhalb Oktaven. Ihr Repertoire umfasste die Cleopatra in Giulio Cesare von Georg Friedrich Händel, zehn Opern von Reinhard Keiser sowie 17 Opern und Prologe von Georg Philipp Telemann, darunter dessen Margaretha, Königin von Castilien, in der auch ihre Tochter mitwirkte.